# Australische Häschenratten

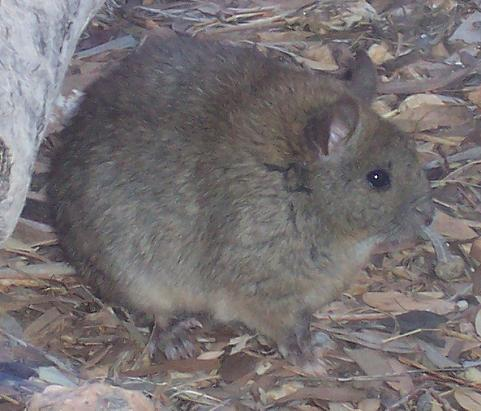
Große Häschenratte (Leporillus conditor)

Die Australischen Häschenratten (Leporillus) sind eine Gattung der Altweltmäuse. Sie gehören zu den wenigen in Australien heimischen Plazentatieren. Hierzu zählen zwei Arten, die Große Häschenratte (Leporillus conditor) und die Kleine Häschenratte (Leporillus apicalis). Letztere ist möglicherweise bereits ausgestorben, die Große Häschenratte hat nur auf einigen Inseln überlebt.

## Merkmale und Lebensweise
Trotz ihres Namens haben die Häschenratten wenig mit Hasen gemein. Namensgebend sind die relativ großen Ohren gewesen. In Gestalt und Größe ähneln sie aber vielmehr gemeinen Ratten (Rattus). Die Kopfrumpflänge beträgt 14 bis 20 Zentimeter. Der Schwanz ist bei der Großen Häschenratte etwas kürzer als der Körper, wird bei der Kleinen Häschenratte aber bis zu 25 Zentimeter lang. Das weiche Fell ist oberseits graubraun bis gelbbraun; die Unterseite ist bei der Großen Häschenratte grau, bei der Kleinen Häschenratte weiß.
Im Englischen sind für diese Tiere die Bezeichnungen Housebuilding Rats oder Stick-nest Rats üblich. Diese Namen verweisen auf das auffälligste Verhaltensmerkmal, den Bau sehr großer Nester aus Zweigen. Der Lebensraum der Häschenratten ist karges Buschland und strauchbestandene Halbwüste. Hier sind sie nachtaktiv und verbringen die heißen Tage in ihren Nestern. Der Aufbau dieser Nester ist äußerst unterschiedlich. Während manchmal nur Zweige zu einem Haufen aufgetürmt werden, bauen andere Individuen aufwändige Strukturen, die bis zu 1,5 Meter hoch werden können. Offenbar ist es von den landschaftlichen Gegebenheiten abhängig, welche Form ein Nest annimmt.
Das Nest wird meistens um eine schon vorhandene natürliche Struktur herumgebaut, zum Beispiel einen Felsen oder einen Strauch. Zweige werden angehäuft und miteinander verflochten. Das Nest ist überdacht, der Boden innerhalb des Nestes wird mit weichen Pflanzenmaterialien ausgepolstert. Ganze Familienverbände bewohnen gemeinsam ein Nest und arbeiten ständig an dessen Ausbesserung und Erweiterung.
Während der Nestbau der Großen Häschenratte gut dokumentiert ist, ist es umstritten, ob die Kleine Häschenratte selbst Nester gebaut oder bloß verlassene Behausungen der größeren Verwandten genutzt hat.

## Gefährdung
Die Häschenratten waren einst in Süd- und Westaustralien weit verbreitet. Knochenfunde aus den letzten Jahrhunderten zeigen, dass sie noch in historischer Zeit an vielen Orten gelebt haben, in denen sie heute ausgestorben sind. Die Gründe für den dramatischen Bestandsrückgang liegen in menschlichen Einflüssen: Die Konkurrenz eingeschleppter Wildkaninchen verdrängte Häschenratten aus ihren Habitaten, von den Siedlern mitgebrachte Huftiere wie Schafe und Rinder zerstörten die Nester, und ebenfalls eingeführte Räuber wie Katzen und Marder trugen ebenfalls einen Großteil zur Ausrottung bei. Auf dem australischen Festland starben die beiden Arten in den 1920er- und 1930er-Jahren weitgehend aus.
Ob die Kleine Häschenratte noch lebt, ist nicht bekannt. Die letzte bestätigte Sichtung erfolgte 1933, einen verlässlichen Bericht gab es noch 1970. Seither gibt es immer wieder Beobachtungen von frischen Zweigen, die an alten Nestern befestigt werden, das könnte ein Anzeichen sein, dass die Art in abgelegenen Gebieten noch lebt. Die IUCN listet sie als „vom Aussterben bedroht“ (critically endangered).
Von der Großen Häschenratte überlebte eine natürliche Population auf den Franklin-Inseln im Nuyts Archipel. Dort soll es noch einige tausend Häschenratten geben. Um die Bestände dort vor ähnlichen Zusammenbrüchen wie auf dem Festland zu schützen, wurden Häschenratten auch auf Reevesby Island im Spencer-Golf und weiteren kleinen Inseln ausgesetzt, auf denen zuvor alle Katzen und andere Räuber getötet wurden. Die Art wird von der IUCN als „gefährdet“ (vulnerable) geführt. Das australische Umweltministerium hat einen Aktionsplan zur Rettung der Großen Häschenratte ins Leben gerufen. Die Tiere sollen auf weiteren Inseln ausgesetzt werden. Zwei Aussetzungen auf dem Festland (1991/92) scheiterten, weil die Tiere in kürzester Zeit Füchsen zum Opfer fielen.

## Systematik
Systematisch sind die Häschenratten Teil der Pseudomys-Gruppe, einer überwiegend australischen Radiation der Altweltmäuse. Mit den Eigentlichen Ratten (Rattus) sind sie nur entfernt verwandt.
Der wissenschaftliche Name ist aus dem lateinischen Wort lepus (Hase) und der Verkleinerungsform -illus zusammengesetzt. Er bezieht sich auf das hasenartige Aussehen.

## Belege
1. ↑  Conder & Strahan (Hrsg.): Dictionary of Australian and New Guinean Mammals. CSIRO PUBLISHING, 2007, ISBN 978-0-643-10006-0, S. 66 (Leporillus).